# Dromineer
Dromineer (irisch Drom Inbhir) ist ein kleines Dorf mit 94 Einwohnern (Stand 2022) im Norden des County Tipperary in der Republik Irland. Es liegt am Ufer des Lough Derg am Fluss Shannon. Der Ort besitzt ein Tower House aus dem 11. Jahrhundert, einen Hafen sowie andere öffentliche Einrichtungen. Dromineer ist ein bekannter Ausflugsort für Bootstouristen. Der Name Dromineer kommt von dem irischen „Drom Inbhir“ und bedeutet die Hinterseite oder die Furt des Flusses.
Heute ist Dromineer ein lebendiger Ort, der insbesondere bei den Bewohnern naheliegender Städte  (Nenagh) oder benachbarter Countys, wie zum Beispiel Clare und Limerick, als Ausflugsziel beliebt ist. Dromineer bietet Restaurants und Pubs („The Dromineer Bay“ und „The Whiskey Still“), Unterkünfte (wie beispielsweise „the Dromineer Bay Hotel“ und „The Dromineer Hostel“) und einen Kinderspielplatz.
Lough Derg Lifeboat ist die dritte Seenotrettungsstation der RNLI und die Erste im Binnenland der Republik Irland.
Die Gründer des amerikanischen Online-Bezahldienstes Stripe, die Brüder Patrick und John Collison, stammen aus Dromineer.

## Sport
- Kildangan GAA ist der lokale Gaelic Athletic Association Club.
- Angeln ist eine beliebte Freizeitaktivität auf dem See und auch auf dem Nenagh River.
- Dromineer ist auch für den drittältesten Yachtclub der Welt bekannt.